# Franz Xaver Haimerl
Franz Xaver Haimerl (* 15. Februar 1806 in Gröna; † 12. Oktober 1867 in Wien) war ein österreichischer Jurist und Hochschullehrer.

## Leben
Die Eltern von Franz Xaver Haimerl betrieben einen kleinen Bauernhof in einem Dorf nahe Marienbad.
Er besuchte die Dorfschule in Ottenrieth bei Waldthurn, absolvierte am Gymnasium in Eger sein Abitur und studierte seit 1824 an der Universität Wien Rechtswissenschaften und Philosophie. Um seinen Lebensunterhalt während des Studiums zu bestreiten, gab er Privat-Unterricht und war Schreiber. Im Studium hörte er Vorlesungen bei Thomas Dolliner, Franz von Egger, Josef von Kudler, Johann Springer (1789–1869), Vincenz August Wagner, Joseph von Winiwarter. 1833 promovierte er zum Dr. jur.
Er hielt als außerordentlicher Professor, nach dem Tod von Vincenz August Wagner, ab 1833 Vorlesungen zu Lehens-, Handels- und Wechselrecht in der juristischen Fakultät und wurde in die Kommission berufen, die den Entwurf einer Wechselordnung erarbeitete.
1836 wurde er zum ordentlichen Professur für Handels- und Wechselrecht und des zivilgerichtlichen Verfahrens in und außer Streitsachen, sowie des Lehensrecht an die Universität Prag berufen. 1846 trat er als Beisitzer dem Prager Handels- und Wechselgericht bei, um die neue Wechselordnung in ihrer praktischen Anwendung kennenzulernen.
1848 rief ihn Graf Franz Seraph von Stadion, der seinerzeit Gubernial-Präsident war, in eine Kommission, die sich mit den Zeitfragen beschäftigte, später verschmolz die Kommission mit dem tschechischen St.-Wenzelsbad-Ausschuss, den sogenannten Národní výbor (Nationalausschuss).Die Kernaufgabe des Národní výbor bestand in der Ausarbeitung einer Verfassung für die böhmischen Länder. 
Ohne sich beworben zu haben, wurde er in zwei Bezirken gewählt und nahm 1848 als Deputierter für den deutschen Bezirk Elbogen am österreichischen Reichstag in Wien und später in Kremsier teil, wohin der Reichstag im Zuge der Wiener Oktoberrevolution verlegt worden war; dort war er auch der Vorstand des Schulausschusses und setzte sich für die Hebung und Förderung des Unterrichtswesens ein.
Im Mai 1849 forderte der Minister Alexander von Bach ein Gutachten von ihm, über die beabsichtigte Auflösung des Lehensbands, allerdings wurde die Reform damals nicht umgesetzt und die Allodialisierung der Lehen wurde später vorgenommen.
1852 wurde er auf die Stelle von Josef Leeb als ordentlicher Professor für zivilgerichtliche Verfahren und des Lehenrechts an die Universität Wien berufen, wurde Mitglied der judiziellen (richterlichen), 1856 Präses der rechtshistorischen Staatsprüfungskommission und 1855 sowie 1861 Dekan des rechts- und staatswissenschaftlichen Professoren-Kollegiums; von 1863 bis 1864 war er Rektor der Universität Wien.
1860 war er im Komitee vertreten, das einen Entwurf zur Zivilprozeßordnung vorbereitete.

### Schriftstellerisches Wirken
Noch während seines Studiums begann Franz Xaver Haimerl an der Redaktion der von Vincenz August Wagner herausgegeben Zeitschrift für österreichische Rechtsgelehrsamkeit beteiligt; seine Beiträge für die Zeitschrift bis 1849 sind in Bibliotheca iuridica Austriaca von Moritz von Stubenrauch verzeichnet.
Er beteiligte sich auch als Mitarbeiter an der Deutschen Zeitung für Böhmen und an mehreren rechtswissenschaftlichen Fachblättern, namentlich dem von ihm gegründeten und herausgegebenen Magazin für Rechts- und Staatswissenschaft und dessen Fortsetzung Oesterreichische Vierteljahrsschrift für Rechts- und Staatswissenschaft. Weiter veröffentlichte er seine Beiträge in Summarium juridicum, Kritisches Jahrbbuch für deutsche Rechtsgelehrsamkeit und Archiv für civilistische Praxis. 
In der Zeit von 1832 bis 1857 veröffentlichte er eigene Werke, die überwiegend das österreichische Zivilprozessrecht und das Lehen-, Handels- und Wechselrecht behandelten. 
Nach Meinung des späteren Ministers ohne Geschäftsbereich Joseph Unger stellte Franz Josef Haimerl mit seinen Schriften den Zusammenhang zwischen dem österreichischen Partikularrecht und dem gemeinen deutschen Recht wieder her.

## Mitgliedschaften
1848 gründete Franz Xaver Haimerl in Prag einen juridisch-politischen Leseverein und wurde ihr erster Präsident. Zweck des Vereins war es, durch eine große Auswahl politischer Blätter und durch das Auslegen von Zeitschriften und Werken des In- und Auslands, die sich mit Rechts- und Staatswissenschaften beschäftigen, sich mit den Fortschritten auf dem Gebiet de Rechtswissenschaft und des politischen Lebens bekannt zu machen.

## Schriften (Auswahl)
- Beitrag zur Erläuterung des § 338 der österr. allg. Gerichtsordnung über die executive Relicitation. 1832.
- Die Lehre von den Civilgerichtsstellen in den deutschen und italienischen Ländern des österreichischen Kaiserstaates nach des Herrn Prof. Dr. Vincenz August Wagner’s Systeme und mit Benützung seiner Materialien bearbeitet. Wien 1834.
- Füger's adeliches Richteramt, oder das gerichtliche Verfahren außer Streitsachen in den deutschen Provinzen der österreichischen Monarchie. Wien 1837.
- Vorträge über den Concurs der Gläubiger, nach den in den österreichischen Staaten geltenden Gesetzen. Wien 1840.
- Quellen des böhmischen Lehensrechtes. Zum Gebrauch bei den öffentlichen Vorträgen. Prag: Gerzabek, 1847.
- Die deutsche Lehenhauptmannschaft (Lehenschranne) in Böhmen. Prag 1848.
- Versuch einer kurzen geordneten Darstellung der neuen Competenzvorschriften (Jurisdictionsnormen) für das civilgerichtliche Verfahren in Österreich. Wien: Manz, 1854.
- Die Verfassung der Civilgerichte in Österreich. Wien 1856.
- Magazin für Rechts- und Staatswissenschaft mit besonderer Rücksicht auf das österreichische Kaiserreich. Bände 1–16. Wien 1861.